# Hugo (program telewizyjny)
Hugo – interaktywny program telewizyjny (teleturniej) dla dzieci, którego bohaterem jest troll Hugo. Program powstał i zadebiutował w Danii w 1990 roku, następnie był emitowany w ponad 40 innych krajach świata (programy tworzone lokalnie na zasadzie licencji).
W Polsce program emitowany był w latach 2000–2009 na antenie Polsatu.
W 2014 roku rozpoczęto pracę nad filmem Hugo: The World’s Worst Comeback, który jednak nigdy nie został wydany.

## Teleturniej
Uczestnik teleturnieju ma za zadanie pomóc Hugo w uwolnieniu jego żony Hugoliny oraz trójki dzieci: Rita, Rata i Rut, uprowadzonych przez złą czarownicę Scyllę. Widz steruje postacią na ekranie telewizyjnym za pomocą telefonu. W pierwszej części gry należy dotrzeć do siedziby Scylli, aby następnie oswobodzić z jej rąk rodzinę Hugo. Celem gry jest zdobycie jak największej liczby diamentów oraz dotarcie do mety, gdzie na gracza czeka finałowa rozgrywka i szansa na wygranie nagrody głównej. Jeśli gracz nie zdążył przejść gry z powodu kończącego się czasu antenowego, to rozpoczyna tę samą grę od początku.

### Lista gier telewizyjnych
Na stronie polskiej edycji teleturnieju wymieniono następujące gry:
- Hugokopter
- Struś
- Liany
- Bitwa żuków
- Pamięć/Zapamiętywanie[3]
- Wulkan
- Szalona kolejka/Szalona jazda[4]
- Gorączka czarnych diamentów/Diamentowa gorączka[5]
- Czarodziejskie zwierciadło
- Tajemnice oceanu
- Małpi interes
- Jeżobranie
- Dźwignie (Wielki finał)
- Magia (Wielki finał) – mikstury
- Bitwa powietrzna (Agent Hugo)
- Motorówka (Agent Hugo)
- Skakanie po beczkach (Agent Hugo)
- Podniebny surfer (Agent Hugo)

### Hugow Polsce
Program został premierowo wyemitowany w Polsce 1 października 2000 roku. Pora emisji programu wielokrotnie się zmieniała – początkowo był emitowany w niedzielę rano, następnie program przeniesiono na sobotnie poranki. Ponadto w latach 2002–2006 w sobotnie poranki emitowany był turniej rodzin Hugo Family. W latach 2003–2004 premierę miał program Hugo Express emitowany w dni robocze o 17:30 i w tej wersji kilku graczy walczyło w jednej grze.
Z powodu żałoby po śmierci papieża Jana Pawła II premierowy odcinek programu został zdjęty z emisji zapowiedzianej na 3 kwietnia 2005 roku. Został wyemitowany tydzień później – 10 kwietnia. We wrześniu i w listopadzie 2006 roku ze względu na zawody siatkarskie lub wyścigi Formuły 1 emisje premierowych odcinków programów także były zawieszane.
Ostatni odcinek programu został wyemitowany 28 lutego 2009 roku. Polsat zdecydował o zdjęciu programu z wiosennej ramówki wskutek zmian programowych, drastycznego spadku oglądalności i wygaśnięcia licencji na realizację teleturnieju. Innym powodem anulowania programu przez stację była niska suma pieniędzy na kolejne jego odcinki.
Program prowadzili, kolejno: Wojciech Asiński i Andrzej Krucz (2000–2005), Aleksandra Woźniak (edycja Family w latach 2002–2003) i Piotr Galus (2005–2009). Głosu tytułowej postaci użyczali Andrzej Niemirski (w latach 2000–2005) i Mariusz Czajka (w latach 2005–2009).

## Produkty Hugo w Polsce
Od listopada 2003 roku wydawany był miesięcznik dla dzieci Świat Przygód z Hugo oraz seria książeczek do kolorowania Baw się i koloruj z Hugo. Na podstawie programu wydano także książki (seria książeczek Troll Story oraz zeszytów Księga labiryntów Hugo), a także dwa programy do tworzenia własnych komiksów z Hugo.
Hugo został też symbolem szeregu produktów spożywczych (m.in. lodów, chrupek, chipsów, soków i jogurtu). W 2002 roku promował też batonik z serii Danio.

### Gry Hugo
Powstało wiele gier Hugo na komputery i konsole, a także telefony komórkowe. W większości są to gry platformowe (dwu- lub trójwymiarowe) lub logiczno-edukacyjne. Polskim wydawcą gier była firma Cenega.

### Hugo Troll Story
Od 2005 roku wydano sześć książeczek z serii „Hugo Troll Story” opowiadających o przygodach Hugo i jego przyjaciół:
- Hugo w Afryce
- Hugo na rybach
- Hugo Akcja Leniwiec
- Hugo na tropie KŁA
- Hugo na Antarktydzie
- Hugo Malarz Równika